# Racje żywnościowe typu D
Racje żywnościowe typu D ("D Bar") – racja żywnościowa będąca na wyposażeniu Sił Zbrojnych USA. Uzupełnienie racji typu C. Racja została opracowana w roku 1937. Przeznaczona była do wykorzystania w sytuacji całkowitego odcięcia żołnierzy od dostaw.
Była to ponad stugramowa tabliczka specjalnej czekolady. Zrobiona była z cukru, śmietanki w proszku, tłuszczu kakaowego, mąki owsianej, waniliny i sztucznego aromatu. Tabliczka miała wartość energetyczną ok. 600 kcal. Racje typu D miały zapewnić jak najwyższą kaloryczność przy jak najmniejszych rozmiarach. Tabliczka była łatwo rozpuszczalna w gorącej wodzie i mogła zostać wykorzystywana jako gorący napój. Racja typu D była także dodawana do całodziennych racji typu K.